# آنا ماريا شوا
آنا ماريا شوا (بالإسبانية: Ana María Shua) (من مواليد 22 نيسان/أبريل عام 1951 في بوينس آيرس) هي كاتبة أرجنتينية نشرت أكثر من ثمانين كتابًا بينَ روايات و‌قصص قصيرة وكُتب خيال علمي و‌شعر و‌دراما و‌أدب أطفال وغير ذلك من الكتبِ المختصّة في الفلكلور اليهودي و‌الأنثولوجيا فضلًا عن المقالات والمقالات الصحفيّة. تُرجمت كتبها إلى العديدِ من اللغات بما في ذلك الإنجليزية والفرنسية والألمانية والإيطالية والبرتغالية والهولندية والسويدية والكورية واليابانية والبلغارية والصربية. حصلت آنَّا ماريا شوا على العديدِ من الجوائز الوطنية والدولية؛ بما في ذلك زمالة غوغنهايم وهي واحدةٌ من أبرز الكُتَّابِ الأحياءِ في الأرجنتين.

## السيرة الذاتيّة
نشرت شوا أول كتابٍ لها عن الشعر تحتَ عنوان الشمسُ وأنا (بالإسبانية: El Sol y yo) وهي في عمرِ الخامسة عشرة؛ ثمَّ حصلت بحلول عام 1967 على جائزة قطاع الشرف (بالإنجليزية: Honor Strip) من جمعية الكتاب الأرجنتينية. درست آن ماريا شوا في جامعة بوينس آيرس وحصلت على درجة الماجستير في الفنون والأدب.
خلال فترةِ الدكتاتورية العسكريّة في الأرجنتين؛ نُفيت آنا شوا إلى فرنسا وهناك عملت في المجلة الإسبانية كامبيو 16 (بالإسبانية: Cambio 16). بمجرّدِ عودتها إلى الأرجنتين؛ نَشرت آنَّا روايتها الأولى بعنوان أنا صبورٌ (بالإسبانية: Soy paciente) وذلك في عام 1980 وهي الرواية التي مكّنتها من الفوزِ بجائزة مهداة من دار لوسادا للنشر والتوزيع (بالإنجليزية: Losada publishing house). بعدها بأربعِ سنواتٍ؛ نشرت آنا ماريا شوا كتابًا آخر بعناون الحالِم (بالإسبانية: La sueñera). انتقلت ماريا للعملِ كصحفية وكاتبة سيناريو وهو ما ساعدها في قادم أعمالها؛ كما ألَّفت أيضًا كتبًا للأطفال عدى عن حصولها على بعض الجوائز الدولية.

## قائمة أعمالها

### الروايات
- أنا صبورٌ (بالإسبانية: Soy paciente) عام 1980
- حبُّ لوريتا (بالإسبانية: Los amores de Laurita) عام 1984
- كتابُ الذكريات (بالإسبانية: El libro de los recuerdos) عام 1994
- الموتُ كأثرٍ جانبيّ (بالإسبانية: La muerte como efecto secundario) عام 1997
- نيمو (بالإسبانية: Nemo) عام 2003
- وزنُ الإغراء (بالإسبانية: El peso de la tentación) عام 2007

### قصص قصيرة
- أيامُ الصيّد (بالإسبانية: Los días de pesca) عام 1981
- السفر يجمعُ النّاس (بالإسبانية: Viajando se conoce gente) عام 1988

- كأمٍّ طيبة (بالإسبانية: Como una buena madre) عام 2001
- قصصُ حقيقيّة (بالإسبانية: Historias verdaderas) عام 2004

### خيال علمي
- الحالِم (بالإسبانية: La sueñera) عام 1984
- منزلُ جيشا (بالإسبانية: Casa de geishas) عام 1992
- فوضى النبات (بالإسبانية: Botánica del caos) عام 2000
- شبحُ الموسم (بالإسبانية: Temporada de fantasmas) عام 2004
- رسالة الصيَّادون (بالإسبانية: Cazadores de Letras) عام 2009
- إصلاحٌ رسيعٌ (بالإنجليزية: Quick fix) عام 2008
- ظواهرُ السيرك (بالإسبانية: Fenómenos de circo) عام 2011

### كتب أطفال
- معركة الفيلة والتماسيح (بالإسبانية: La batalla de los elefantes y los cocodrilos) عام 1988
- مصنعُ الرعب (بالإسبانية: La fábrica del terror) عام 1991
- بابٌ لمغادرة العالم (بالإسبانية: La puerta para salir del mundo) عام 1992
- حكايات يهودية مع أشباح وشياطين (بالإسبانية: Cuentos judíos con fantasmas y demonios) عام 1994
- قصّةٌ عن قصة (بالإسبانية: Historia de un cuento) عام 1998
- حكايات مع السحر (بالإسبانية: Cuontos con magia) عام 1999
- ضوء سيء (بالإسبانية: La luz mala) عام 2000
- وحوش الخور (بالإسبانية: Los monstruos del Riachuelo) عام 2001
- كوكبٌ مخيفٌ (بالإسبانية: Planeta miedo) عام 2002
- صاحبُ الجزرة الأولى (بالإسبانية: Su primera zanahoria) عام 2005
- الغزلان الشهيرة جدًا (بالإسبانية: Un ciervo muy famoso) عام 2005

### كتب أخرى
- الشمسُ وأنا (بالإسبانية: El sol y yo) عام 1967
- أنا صبورةٌ (بالإسبانية: Soy paciente) عام 1986
- حبُّ لوريتا (بالإسبانية: Los amores de Laurita) عام 1986
- الزوج الأرجنتيني المُتوسّط (بالإسبانية: El marido argentino promedio) عام 1991
- أين أنت يا حب حياتي ... لا أستطيع العثور عليك؟ (بالإسبانية: ¿Dónde estás amor de mi vida que no te puedo encontrar?) عام 1992
- باسمِ الأب (بالإسبانية: En el nombre del padre) عام 2002
- العواطفُ في المطبخ اليهودي (بالإسبانية: Risas y emociones en la cocina judía) عام 2003

## روابط خارجية
- آنا ماريا شوا على موقع IMDb (الإنجليزية)